# Küstenwache (Republik China)
Die Küstenwache der Republik China (Taiwan) (chinesisch 海洋委員會海巡署, Pinyin Hǎiyáng Wěiyuánhuì Hǎixún Shǔ, englisch Coast Guard Administration (CGA), auch Taiwan Coast Guard oder R.O.C. Coast Guard) ist die Küstenwache der Republik China (Taiwan).

## Allgemeines

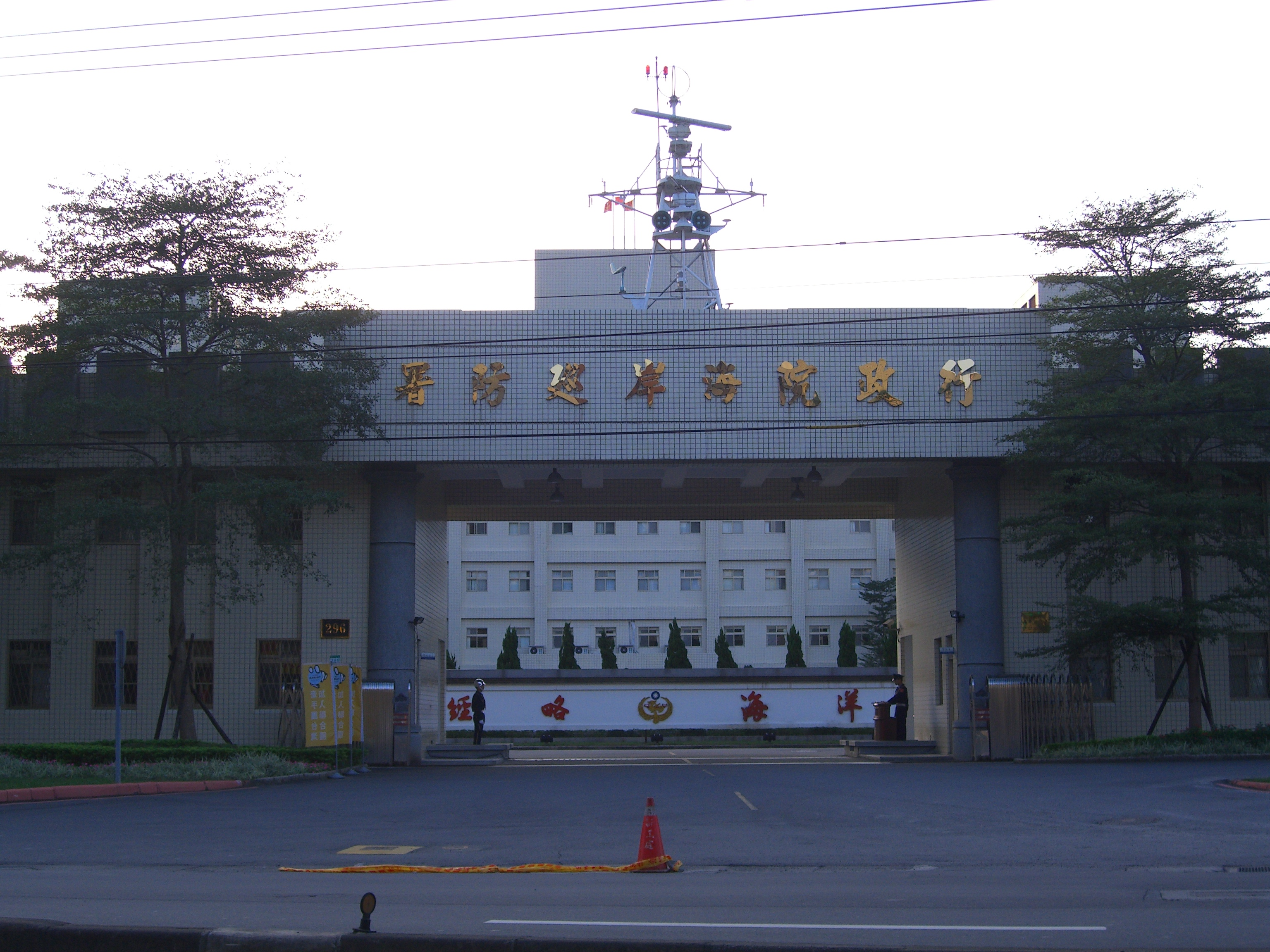
Verwaltungsgebäude der Hauptverwaltung

Die heutige Küstenwache ist im Jahr 2000 durch die Vereinigung des früheren Coast Guard Command und der maritimen Polizei- und Zollbehörde in eine zivile Organisation entstanden. Sie untersteht dem Geschäftsbereich des Exekutiv-Yuan, ist jedoch in Notfällen und im Verteidigungsfall den Streitkräften unterstellt. Aufgaben sind unter anderem die Aufrechterhaltung bzw. Wiederherstellung von Öffentlicher Sicherheit und Ordnung auf See, Aufdeckung von Schmuggel auf See, die Aufdeckung unerlaubter Migration, die Seenotrettung, die Inspektion der Seehäfen, Wasserschutz und die Sicherung des Fischbestandes (Fischwilderei, Fischereiauflagen, Epidemien). Daneben hat die Küstenwache die Aufgabe einer Wasserschutzpolizei auf See.
Die Küstenwache hat einen Personalbestand von 13.061 Personen (2015) und das Hauptquartier befindet sich in Taipeh.

### Gliederung
Der Aufbau der Organisation:
- Maritime Patrol Directorate General (MPDG)
  - 16 Flottillen (gegliedert in vier Sektoren (Nord, Süd, Zentrum, Ost))
- Coastal Patrol Directorate General (CPDG)
  - Gegliedert in vier Sektoren (Nord, Süd, Zentrum, Ost)

## Einheiten (Auswahl)
Alle Wasserfahrzeuge tragen neben dem Schiffsnamen den Schriftzug „R.O.C. COAST GUARD“.
- 2 Einheiten der Kinmen-Klasse (500t-Klasse)
- 4 Einheiten der Taichung-Klasse (600t-Klasse, Dienst sei: 2001)
- 2 Einheiten der Yilan-Klasse (3000t-Klasse, Dienst seit: 2015)
- 4 Einheiten der Miaoli-Klasse (1000t-Klasse, Dienst seit: 2015)
- 6 Einheiten der Anping-Klasse (600t-Klasse, Dienst seit: 2020; weitere in Ausrüstung bzw. Bau)
- 3 Einheiten der Chiayi-Klasse (4000t-Klasse, Dienst seit 2020; weitere in Ausrüstung)

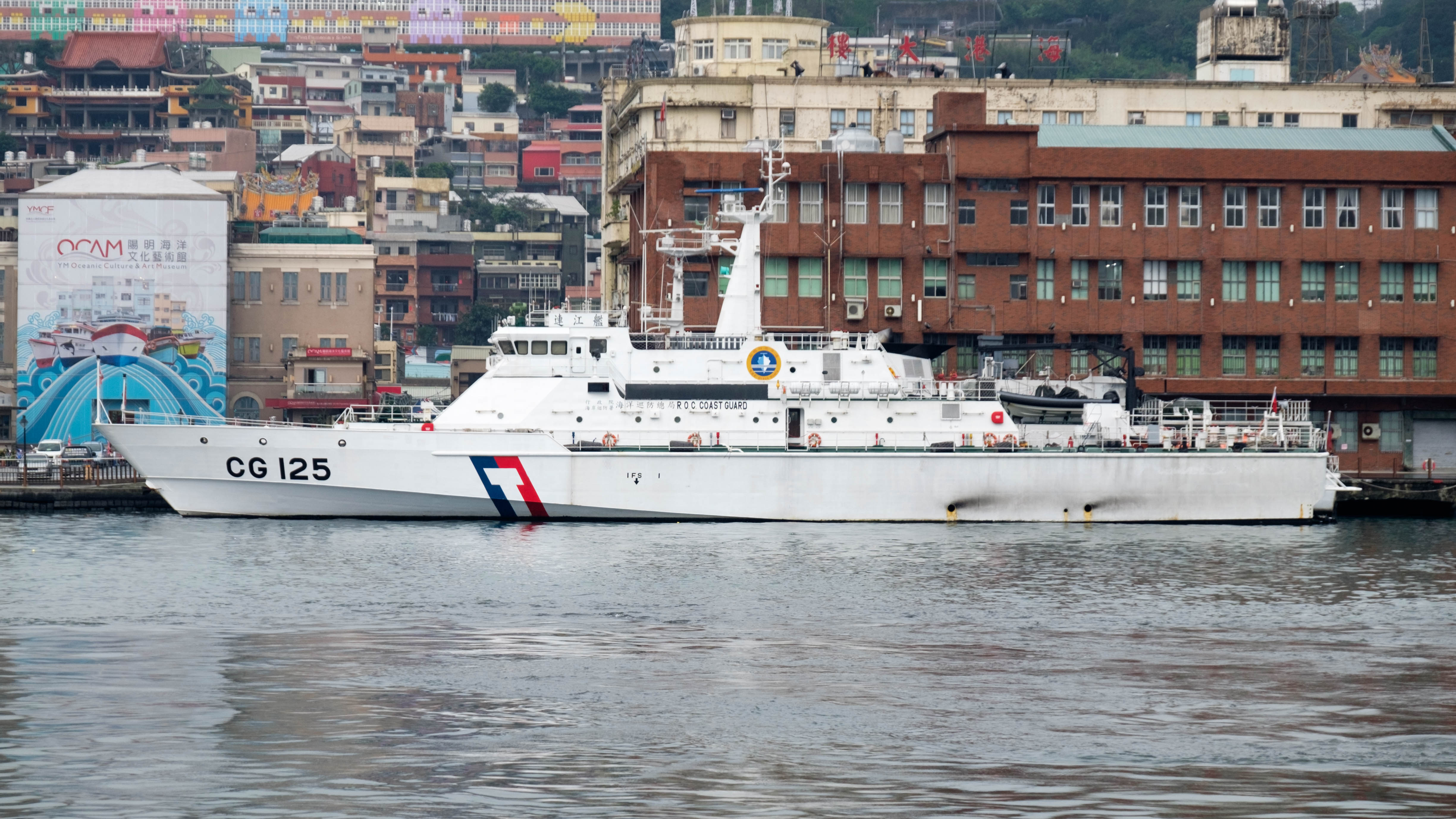
Einheit CG 125
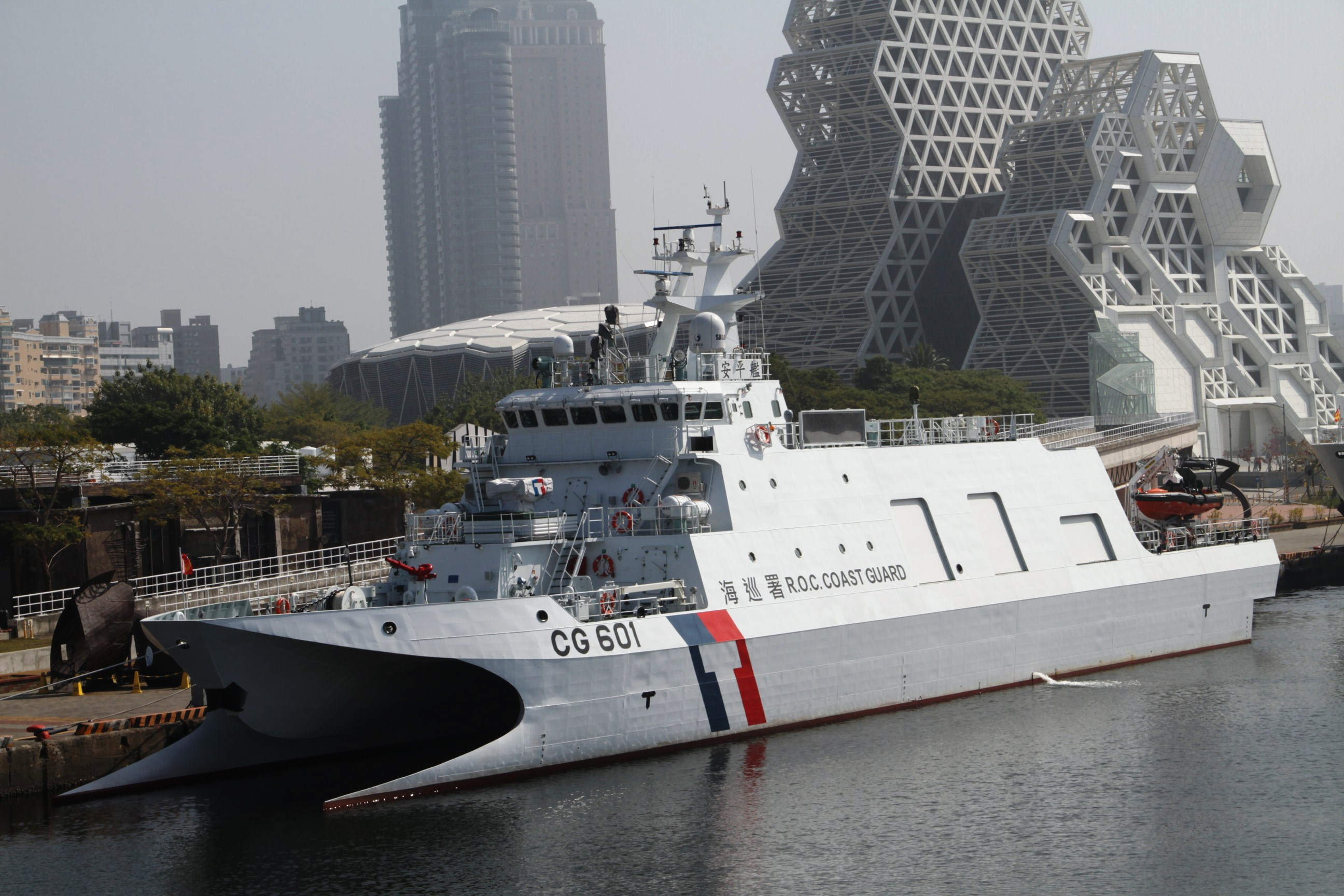
Einheit der Anping-Klasse
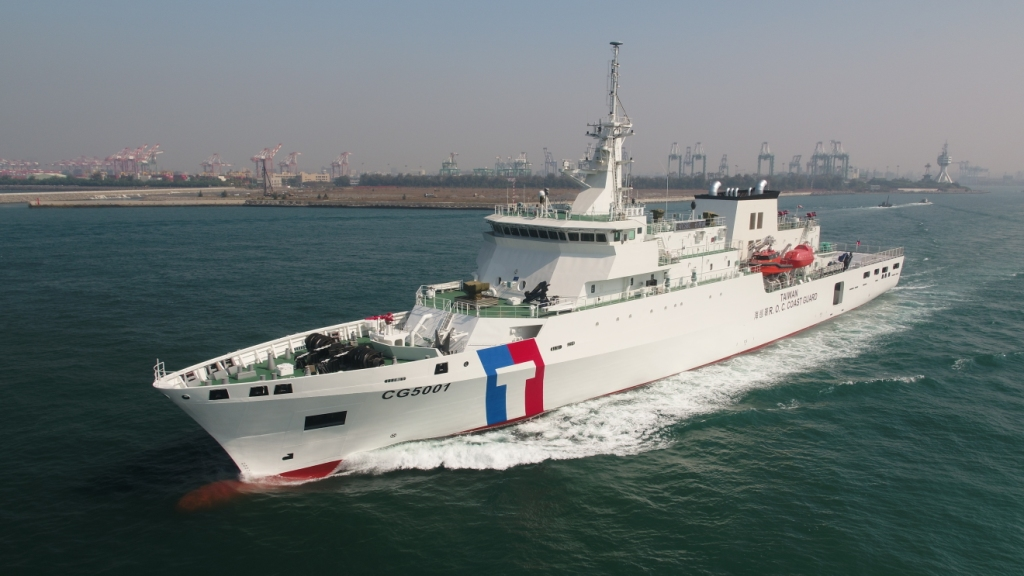
Einheit der Chiayi-Klasse